# Geraldine Fitzgerald
Geraldine Mary Fitzgerald (* 24. November 1913 in Dublin, Irland; † 17. Juli 2005 in New York City, USA) war eine irisch-amerikanische Schauspielerin.

## Karriere
Nach ihrem Bühnendebüt am Dubliner Gate-Theater im Jahr 1932 zog die Tochter eines Anwalts zwei Jahre später nach London, um dort ihre Schauspielkarriere auszubauen. Hier trat sie neben Engagements am britischen West End zwischen 1934 und 1936 auch in einer Reihe von britischen Filmen auf, darunter 1936 in einer Verfilmung von George Eliots Roman Die Mühle am Floss. Schließlich zog sie nach New York, wo sie 1938 unter Regie und an der Seite von Orson Welles bei dessen Mercury Theatre in einer Produktion von George Bernhard Shaws Heartbreak House ihr Broadway-Debüt gab. Hier wurde sie bald für den Hollywood-Film entdeckt und sie erhielt bei Warner Brothers einen Studiovertrag.
Ihr amerikanisches Filmdebüt machte Fitzgerald gleich in einer größeren Nebenrolle an der Seite von Bette Davis in dem Melodram Opfer einer großen Liebe. Sie galt als sehr talentierte Schauspielerin, ihre Karriere litt jedoch unter Streitigkeiten mit den Vorgesetzten bei Warner Brothers. Ihren größten Erfolg feierte sie als Isabella Linton in dem Filmklassiker Sturmhöhe, für den sie 1940 für den Oscar als beste Nebendarstellerin nominiert wurde. In ihrer weiteren Karriere spielte sie neben Hollywoodgrößen wie Laurence Olivier, Humphrey Bogart und Bette Davis. Nach einer Serie von Hollywood-Produktionen bis Mitte der 1940er-Jahre kehrte sie anschließend wieder vermehrt zur Bühne zurück.
In den folgenden Jahrzehnten pendelte Fitzgerald zwischen Engagements bei Theater, Film und Fernsehen und erarbeitete sich einen Ruf als renommierte Charakterdarstellerin. Am Broadway spielte sie 1971 in einer Produktion von Eines langen Tages Reise in die Nacht die Rolle der Mary Tyrone, was ihr herausragende Kritiken einbrachte. Im Kino war sie in Filmen wie Ein Mann in seinen besten Jahren (1958), Der Pfandleiher (1964), Die Liebe eines Sommers (1968) und Harry und Tonto (1974) in profilierten Charakterrollen zu sehen. In der erfolgreichen Komödie Arthur – Kein Kind von Traurigkeit (1981) und der Fortsetzung Arthur 2 – On the Rocks (1988) war sie als Millionärin zu sehen. Im Fernsehen hatte sie Hauptrollen in den Serien Our Private World und The Best of Everything und war Ende der 1980er-Jahre in der Rolle der Anna in zwei Folgen von Golden Girls zu sehen. Zuletzt stand sie 1991 für den Fernsehfilm Stunden der Angst vor der Kamera.
Fitzgerald war von 1936 bis 1946 mit dem Songschreiber Edward Lindsay Hogg und von 1946 bis 1994 mit Stuart Scheftel verheiratet. In ihrem letzten Lebensjahrzehnt litt die Schauspielerin an Alzheimer, sie starb im Juli 2005 im Alter von 91 Jahren an den Folgen der Krankheit. Geraldine Fitzgerald hinterließ aus der ersten Ehe einen Sohn, den Regisseur Michael Lindsay-Hogg, sowie eine Tochter aus der zweiten Ehe.

## Filmografie (Auswahl)
- 1934: Blind Justice
- 1936: The Mill on the Floss
- 1939: Sturmhöhe (Wuthering Heights)
- 1939: Opfer einer großen Liebe (Dark Victory)
- 1940: 'Til We Meet Again
- 1941: Dem Schicksal vorgegriffen (Flight from Destiny)
- 1942: Die Gaylords (The Gay Sisters)
- 1943: Watch on the Rhine
- 1944: Ladies Courageous
- 1944: Wilson
- 1945: Onkel Harrys seltsame Affäre (The Strange Affair of Uncle Harry)
- 1946: Drei Fremde (Three Strangers)
- 1946: Eine Lady für den Gangster (Nobody Lives Forever)
- 1948: So Evil My Love
- 1951: Die selige Edwina Black (The Late Edwina Black)
- 1958: Ein Mann in den besten Jahren (Ten North Frederick)
- 1961: Das wilde Land (The Fiercest Heart)
- 1961: Alfred Hitchcock präsentiert (Alfred Hitchcock Presents, Fernsehserie, Folge 6x24)
- 1961/1962: Gnadenlose Stadt (Naked City, Fernsehserie, 2 Folgen)
- 1964: Der Pfandleiher (The Pawnbroker)
- 1964: Preston & Preston (The Defenders, Fernsehserie, Folge 4x12)
- 1965: Our Private World (Fernsehserie, 15 Folgen)
- 1968: Die Liebe eines Sommers (Rachel, Rachel)
- 1970: The Best of Everything (Fernseh-Seifenoper, 114 Folgen)
- 1973: Der letzte Held Amerikas (The Last American Hero)
- 1974: Harry und Tonto (Harry and Tonto)
- 1976: Echos eines Sommers (Echoes of a Summer)
- 1977: Der verbotene Baum (The Mango Tree)
- 1978: Affentraum (Ciao maschio)
- 1978: Lou Grant (Fernsehserie, Folge 2x06)
- 1981: Lovespell
- 1981: Arthur – Kein Kind von Traurigkeit (Arthur)
- 1982: Blutspur (Blood Link)
- 1983: Was soll Dixie denn im Kloster (Dixie: Changing Habits) (Fernsehfilm)
- 1983: Monty – Der Millionenerbe (Easy Money)
- 1983: Kennedy (Miniserie, 7 Folgen)
- 1984/1987: Chefarzt Dr. Westphall (St. Elsewhere, Fernsehserie, 2 Folgen)
- 1985: Cagney & Lacey (Fernsehserie, Folge 4x20)
- 1985: Vergesst die Liebe nicht (Do You Remember Love, Fernsehfilm)
- 1986: Poltergeist II – Die andere Seite (Poltergeist II: The Other Side)
- 1986: Circle of Violence: A Family Drama (Fernsehfilm)
- 1988: Arthur 2 – On the Rocks
- 1988/1989: Golden Girls (The Golden Girls, Fernsehserie, 2 Folgen)
- 1991: Stunden der Angst (Bump in the Night) (Fernsehfilm)